# Tekstombrydning
Tekstombrydning (linjeskift) er en egenskab som i nyere tid er relateret til IT-software, blandt andet teksteditorer.
Dokumentets skrevne tekst vil blive ombrudt , således ingen linjer overstiger et maksimalt antal tegn før automatisk linjeskift foretages.
Tekstombrydning kan være aktuelt ved samarbejde mellem tekst og billeder i et dokument, hvor de fleste editorer er stand til at tilpasse teksten hvis et billede trækkes ind i denne.
For at styre tekstombrydningen i en editor, er der forskellige tegn, man kan indsætte:
| Tegn              | Engelsk            | ISO 8859 | Unicode | Microsoft Word           | HTML                           |
| ----------------- | ------------------ | -------- | ------- | ------------------------ | ------------------------------ |
| Afsnit            | Paragraph          |          |         | ENTER                    | <p></p>                        |
| Linjeskift        | Break              |          |         |                          | <br>                           |
| Mellemrum (blødt) | Space              |          |         |                          | (mellemrum) eller (linjeskift) |
| Hårdt mellemrum   | Nonbreaking space  | 0xA0     | U+00A0  | ALT+0160 (eller ALT+255) | &nbsp;                         |
| Bindestreg        | Hyphen             | 0x2D     | U+002D  | ALT+0045                 | -                              |
| Blød bindestreg   | Soft hyphen        | 0xAD     | U+00AD  | ALT+0173                 | &#173; eller &shy;             |
| Hård bindestreg   | Nonbreaking hyphen | &#x2011; | U+2011  | ALT+8209                 | &#8209; eller &nobr;           |

| Software | Spire Denne artikel om software og programmering er en spire som bør udbygges. Du er velkommen til at hjælpe Wikipedia ved at udvide den. |